# 결합법칙

수학에서 결합법칙(結合 法則, associative property)은 이항연산이 가질 수 있는 성질이다. 한 식에서 연산이 두 번 이상 연속될 때, 앞쪽의 연산을 먼저 계산한 값과 뒤쪽의 연산을 먼저 계산한 결과가 항상 같을 경우 그 연산은 결합법칙을 만족한다고 한다.
실수의 덧셈과 곱셈은 결합법칙을 만족한다. 예를 들어 다음 식은 참이다.
(2 + 3) + 5 = 2 + (3 + 5)
결합법칙이 성립하지 않는 가장 쉬운 예는 실수의 뺄셈일 것이다. 다음 식에서,
(8 - 7) - 3 ≠ 8 - (7 - 3)
좌변과 우변의 결과값은 각각 -2와 4로 서로 다르다. 따라서 실수는 뺄셈에 대하여 결합법칙이 성립하지 않는다.
또한, 실수의 나눗셈도 결합법칙이 성립하지 않는다. 다음 식에서,
(8 ÷ 7) ÷ 3 ≠ 8 ÷ (7 ÷ 3)
{\displaystyle {{8 \over 7} \over {3 \over 1}}\neq {{8 \over 1} \over {7 \over 3}}}
{\displaystyle {{8} \over {21}}\neq {{24} \over {7}}}
좌변과 우변의 결과값은 각각 0.38095...와 3.42857...로 서로 다르다. 따라서 실수는 나눗셈에 대하여도 결합법칙이 성립하지 않는다.

## 정의
집합 S에 대해 정의된 이항 연산 {\displaystyle *}이 결합법칙을 만족하면 다음 식이 성립한다.
{\displaystyle (x*y)*z=x*(y*z)\qquad \forall x,y,z\in S}
이 때 좌변과 우변의 값은 연산을 수행하는 순서에 영향을 받지 않는다. 이 법칙은 {\displaystyle *} 연산이 세 번 이상 나타날 때에도 확장해서 적용할 수 있으며, 따라서 {\displaystyle *}가 결합법칙을 만족하면 연산 순서를 따로 지정하지 않아도 모호함 없이 수식의 값이 결정된다. 따라서 보통 위의 수식을 괄호 없이 다음과 같이 쓴다.
{\displaystyle x*y*z}

## 예시
- 자연수, 정수, 유리수, 실수, 복소수, 사원수의 덧셈과 곱셈은 결합법칙이 성립한다. 팔원수의 덧셈도 결합법칙이 성립하지만 곱셈은 성립하지 않는다.
- 최대공약수와 최소공배수 함수는 결합법칙을 만족한다.
- 행렬 곱셈은 결합법칙을 만족한다.
- 선형 변환이 행렬의 곱셈으로 표현되므로 선형 변환 역시 결합법칙을 만족한다.
- 집합의 교집합과 합집합 연산은 각각 결합법칙이 성립한다.
- 진릿값의 논리곱, 논리합, 배타적 논리합 등 논리 연산은 각각 결합법칙이 성립한다.
- 각 함수의 정의역과 치역이 올바르게 정의된  합성함수도 결합법칙을 만족한다. 즉 {\displaystyle h:M\to N,\ g:N\to P,\ f:P\to Q}인 세 함수가 있을 때,
{\displaystyle (f\circ g)\circ h=f\circ (g\circ h)=f\circ g\circ h}

## 같이 보기
- 교환법칙
- 분배법칙